# 斐氏鯧鰺
斐氏鯧鰺（学名：Trachinotus bailloni），又稱斐氏黃臘鰺、小斑鯧鰺，俗名為卵鰺、紅鰺(閩南語諧音紅衫、紅沙、紅杉)、金鲳，為鰺科鲳鲹属的一個種。

## 分布
斐氏鯧鰺分布在印度西太平洋區，包括紅海、東非、馬達加斯加、模里西斯、斯里蘭卡、印度、馬爾地夫、日本、中国大陆沿海和台灣、菲律賓、印尼、越南、馬來西亞、澳洲、所羅門群島、密克羅尼西亞、斐濟群島、諾魯、馬里亞納群島、夏威夷群島、馬紹爾群島等海域。该物种的模式产地在马达加斯加。

## 深度
水深1至40公尺。

## 特徵

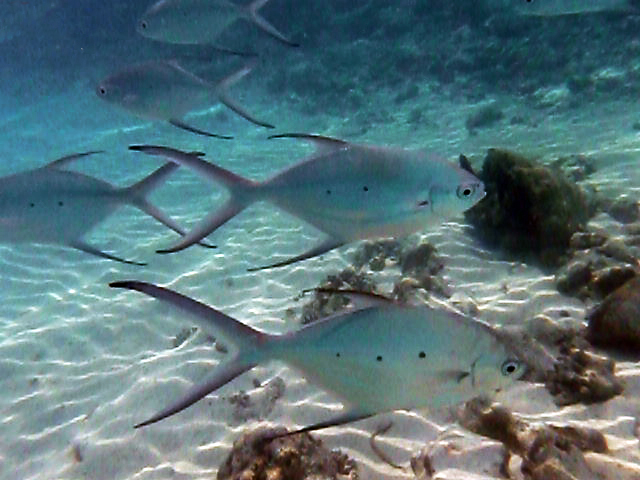
Trachinotus bailloni

本魚體長大於體高2.3至2.6倍。第二背鰭及臀鰭的前鰭條長似鐮刀。第一背鰭鰭棘幼時相連，成魚则呈游離狀，非常短小。尾鰭深分叉。魚體背呈藍色，腹部為藍白色，其特徵乃在側線上有3至7個大小不一的黑斑。第一背鰭有硬棘6枚，第二背鰭有軟條21至23枚；臀鰭有硬棘2枚、軟條21至24枚。體長可達65公分。

## 生態
常成群在沿、近岸出現。屬於肉食性魚類，以動物性浮游生物或甲殼類為食。

## 經濟利用
食用魚，適合清蒸、紅燒食用。

## 扩展阅读
維基物種上的相關：小斑鲳鲹